# 冬青坑
冬青坑是一个位于中国内蒙古自治区阿拉善盟的湖泊，面积约为3.62平方千米，属于蒙新高原区。它的一级流域为内流区诸河，二级流域为内蒙古内流区。